# 刘信 (关内侯)
刘信（？—？），沛县丰邑中阳里人，汉朝宗室，汉高祖刘邦大哥刘伯的儿子。 

## 生平
刘伯早死，刘邦贫贱时，曾经避难，常常与宾客一起到大嫂家去吃饭。大嫂讨厌刘邦，刘邦与客人一来，大嫂就假装羹汤吃完，故意用饭勺碰刮锅边发出声响，宾客以为锅中没有饭，就离去了。过后刘邦看到锅中还有羹汤，就由此怨恨他的大嫂。刘信跟从刘邦投身军旅，击败韩王信，担任郎中将。刘邦称帝后，封赏兄弟，只有刘伯的儿子没有被封赏。太上皇刘太公为自己的孙子说话，刘邦说：“我不敢忘记封赏大哥的儿子，因为他的母亲不是忠厚大方的人。”汉高祖七年（前200年）十月，刘邦封刘信为羹颉侯。高后吕雉元年（前187年），刘信因为犯罪，被削爵一级，降为关内侯。
刘信在封地兴修水利，建七门堰，为安徽古代重要的水利工程。该堰位于今舒城县新街乡七门堰村的七门山下。

## 羹颉侯之羹颉
司马贞认为羹颉是爵位称号，不是县邑名称，是因为刘信母亲用饭勺刮锅边之故。张守节认为刘邦是把羹颉山的名字取为刘信的封爵称号，是因为怨恨之故。王骏观认为羹颉是封号，不是地名，汉朝从无以山名为侯的封号，张守节之说是牵强附会。崔适认为羹颉山是因为羹颉侯的封号而得名。